# Cruel Summer (chanson)
 (octobre 2016).
Le contenu est difficilement compréhensible vu les erreurs de traduction, qui sont peut-être dues à l'utilisation d'un logiciel de traduction automatique.
Pour les articles homonymes, voir Cruel Summer.
Singles de Bananarama
Na Na Hey Hey Kiss Him Goodbye
(1983) Robert DeNiro's Waiting
(1984)
Pistes de Bananarama
Rough Justice
(2)
Cruel Summer est une chanson du groupe de pop britannique Bananarama sortie en 1983, figurant sur l'album studio Bananarama sorti l'année suivante.

## Liste des pistes
Royaume-Uni 7" vinyle
1. "Cruel Summer" (Album Version)  3:35
2. "Cruel Summer" (Summer Dub)  3:32

 Royaume-Uni /  États-Unis 12" vinyle
1. "Cruel Summer" (Extended Version)  4:55
2. "Cruel Summer" (Summer Dub)  5:15
3. "Cairo"  3:15

### Classements et certifications

#### Classements hebdomadaires
| Classement (1983-1984)                 | Meilleure position |
| -------------------------------------- | ------------------ |
| Afrique du Sud (Springbok Charts)      | 3                  |
| Allemagne (Media Control AG)           | 24                 |
| Belgique (Flandre Ultratop 50 Singles) | 40                 |
| États-Unis (Hot 100)                   | 9                  |
| France (IFOP)                          | 5                  |
| Nouvelle-Zélande (RMNZ)                | 32                 |
| Pays-Bas (Single Top 100)              | 48                 |
| Royaume-Uni (Official Charts Company)  | 8                  |

## Cruel Summer '89
Royaume-Uni CD single
 Japon 3-inch CD single
Autres versions

## Crédits et personnels
Bananarama
- Sara Dallin - chanteuse
- Keren Woodward - chanteuse
- Siobhan Fahey - chanteuse

## Version de Ace of Base
Singles de Ace of Base
Life Is a Flower
(1998) "Travel to Romantis
(1998)
Pistes de Flowers
Donnie
(2)

### Clip vidéo
Le clip vidéo est filmé et réalisé par Nigel Dick.
Il existe 3 versions du clip :
- Cruel Summer
- Cruel Summer (Big Bonus Mix)
- Cruel Summer (Frenglish version featuring Alliage)

### Liste des pistes
Royaume-Uni CD 1
1. Cutfather and Joe Mix
2. Big Bonus Mix
3. Hartmann and Langhoff Short Mix
4. Hartmann and Langhoff Club Mix

 Royaume-Uni CD 2
1. "Cruel Summer" (Cutfather and Joe Mix)
2. "Don't Turn Around" (The 7" Aswad Mix)
3. "Beautiful Life" (Single Version)

 États-Unis Maxi CD
1. Album Version a.k.a. Cutfather and Joe Mix
2. Hani Radio Mix a.k.a. Blazin' Rhythm Remix
3. KLM Radio Mix
4. Hani Num Club Mix
5. KLM Club Mix

 États-Unis Promo 12" Vinyle
1. KLM Dub 1
2. KLM Beats
3. Hani Dub
4. KLM Short Dub

### Classement et certifications
| Classement                                  | Meilleure position |
| ------------------------------------------- | ------------------ |
| Australie Classement single ARIA            | 59                 |
| Autriche Classement single                  | 28                 |
| Canada Classement single                    | 5                  |
| Chili Hot 100                               | 5                  |
| Danemark Singles Chart                      | 5                  |
| Pays-Bas Dutch Singles Chart                | 55                 |
| France Singles Chart                        | 24                 |
| Allemagne Classement single                 | 28                 |
| Nouvelle-Zélande Classement single          | 40                 |
| Suisse Classement single                    | 21                 |
| Suède Classement single                     | 13                 |
| Afrique du Sud Classement single            | 3                  |
| Royaume-Uni UK Singles Chart                | 8                  |
| États-Unis US Billboard Hot 100             | 10                 |
| États-Unis Billboard Top 40 Mainstream      | 20                 |
| États-Unis Billboard Adult Contemporary     | 22                 |
| États-Unis Billboard Rhythmic Top 40        | 29                 |
| États-Unis Billboard Adult Top 40           | 33                 |
| États-Unis US Billboard Hot Dance Club Play | 10                 |

| Classement annuel (1998)     | Position |
| ---------------------------- | -------- |
| États-Unis Billboard Hot 100 | 66       |

| Organisme         | Certification |
| ----------------- | ------------- |
| États-Unis (RIAA) | Or            |

## Version de Ace of Base et Alliage
Singles par Alliage
Je sais
(1998) Je l'aime à mourir
(1998)

## Dans la culture populaire
La chanson est présente dans le film Karaté Kid (1984). Elle est réutilisée dans l'épisode 10 de la saison 2 de Cobra Kai, série faisant suite au film.